# Județul Satu Mare (interbelic)
Județul Satu Mare a fost o unitate administrativă de ordinul întâi din Regatul României, aflată în regiunea istorică a Maramureșului. Reședința județului era municipiul Satu Mare.

## Întindere

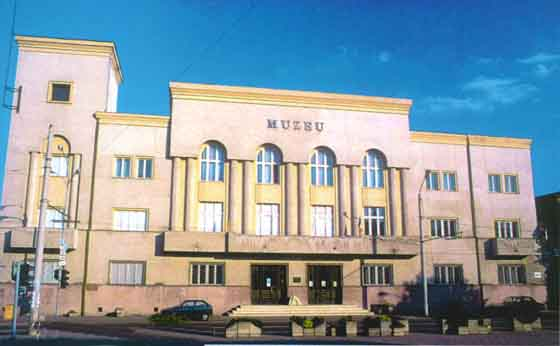
Clădirea Prefecturii județului Satu Mare din perioada interbelică. Clădirea-monument istoric, construită în anul 1936 și situată pe Bulevardul Vasile Lucaciu nr. 21, îndeplinește în prezent rolul de sediu al Muzeului Județean din Satu Mare.

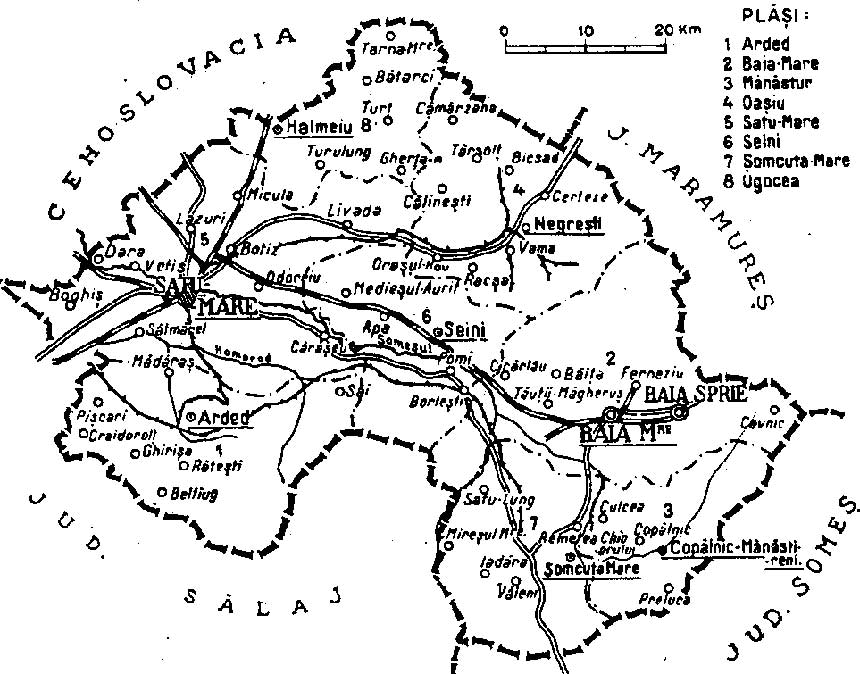
Harta județului, cu dispunerea și denumirea plășilor, în anul 1938.

Județul se afla în partea nord-vestică a României Mari, întinzându-se până la granița cu Cehoslovacia și Ungaria. Teritoriului său se afla în regiunea istorică Maramureș.
Actualmente, teritoriul lui este inclus în județele Satu Mare și Maramureș. Se învecina la nord-vest cu Ungaria, la nord cu Cehoslovacia, la est cu județul Maramureș, la sud-est cu județul Someș, iar la sud și sud-vest cu județul Sălaj. Județul a fost desființat odată cu reforma administrativă din 6 septembrie 1950.

## Organizare
Teritoriul județului era împărțit în opt plăși:
1. Plasa Arded,
2. Plasa Baia Mare,
3. Plasa Mănăștur,
4. Plasa Oașiu,
5. Plasa Satu Mare,
6. Plasa Seini,
7. Plasa Șomcuta Mare și
8. Plasa Ugocea.

Județul cuprindea municipiul Satu Mare (reședința de județ) și comunele urbane Baia Mare și Baia Sprie.

## Populație
Conform datelor recensământului din 1930 populația județului era de 294.875 locuitori, dintre care 60,5% români, 25,2% maghiari, 8,1% evrei, 3,2% germani ș.a. Din punct de vedere confesional populația era alcătuită din 59,0% greco-catolici, 15,0% reformați, 12,6% romano-catolici, 8,6% mozaici, 4,4% ortodocși ș.a.

### Mediul urban
În 1930 a fost înregistrată o populație urbană de 69.526 de locuitori, dintre care 41,9% maghiari, 35,0% români, 18,6% evrei, 1,6% germani ș.a. Ca limbă maternă în mediul urban domina limba maghiară (55,6%), urmată de limba română (31,1%), idiș (10,6%), germană (1,4%) ș.a. Din punct de vedere confesional, orășenimea era formată din 33,7% greco-catolici, 23,0% reformați, 20,0% mozaici, 19,6% romano-catolici, 2,9% ortodocși ș.a.

## Materiale documentare

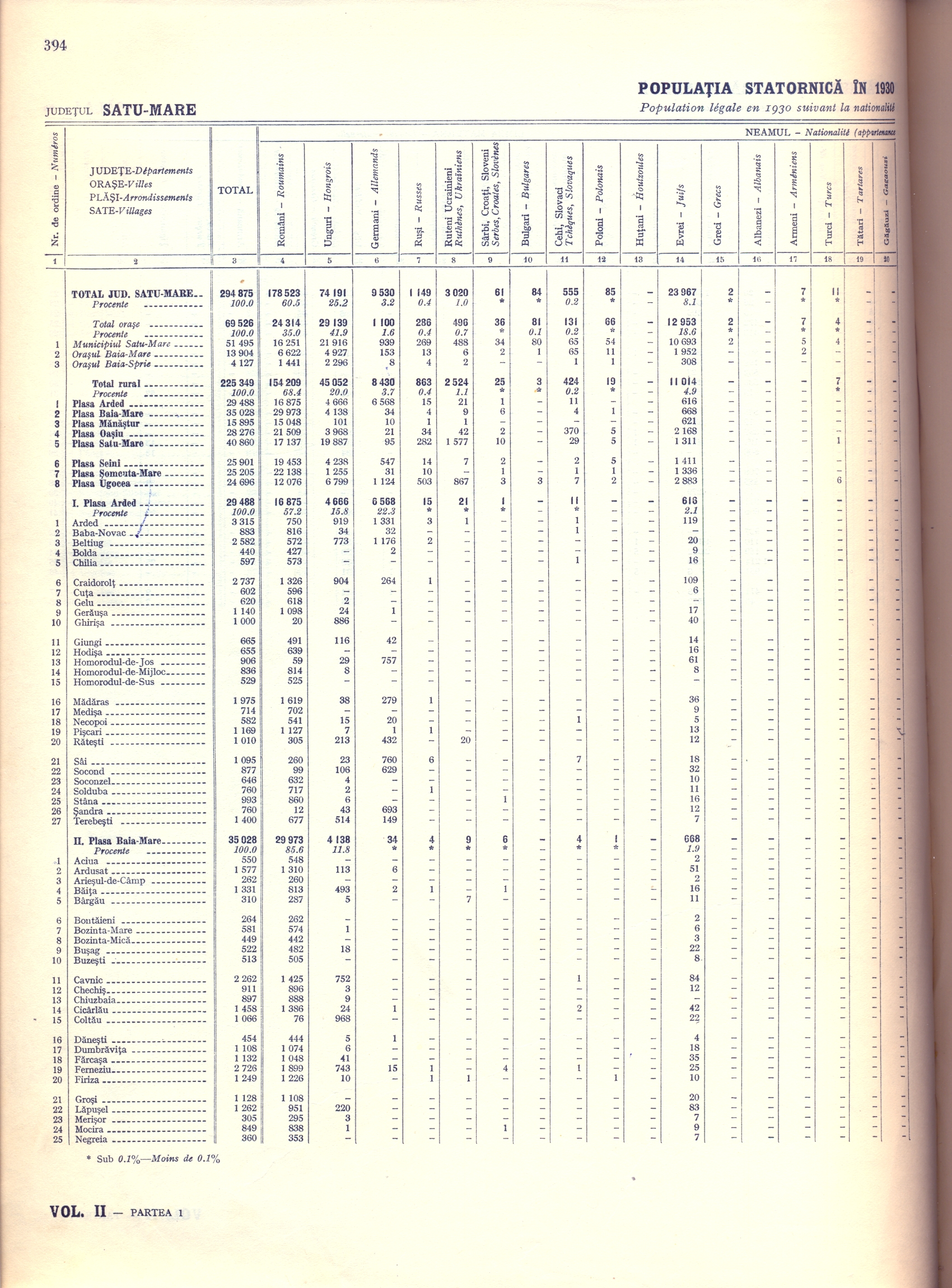
Populația județului în anul 1930, după etnie și limbă maternă
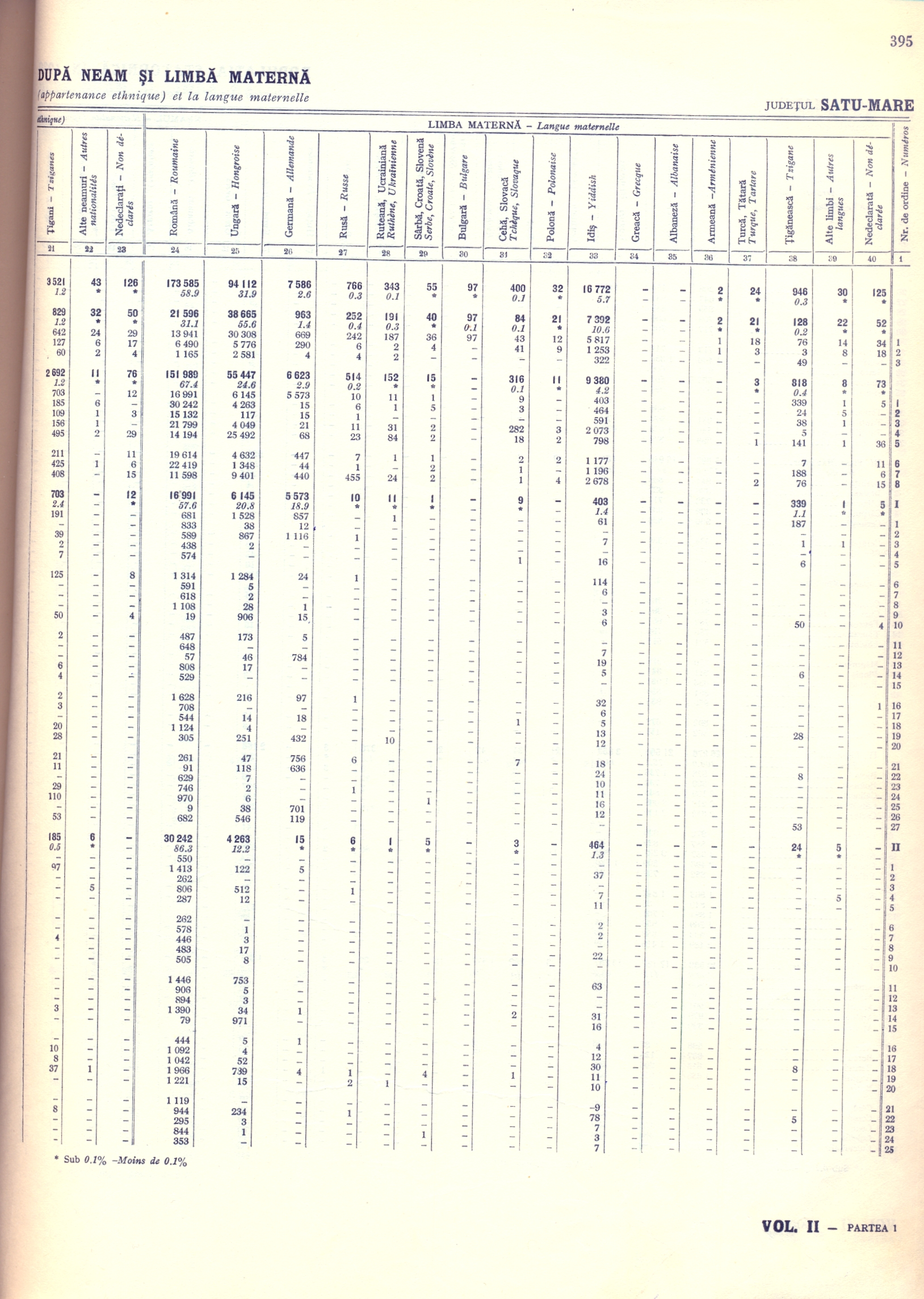
Populația județului în anul 1930, după etnie și limbă maternă
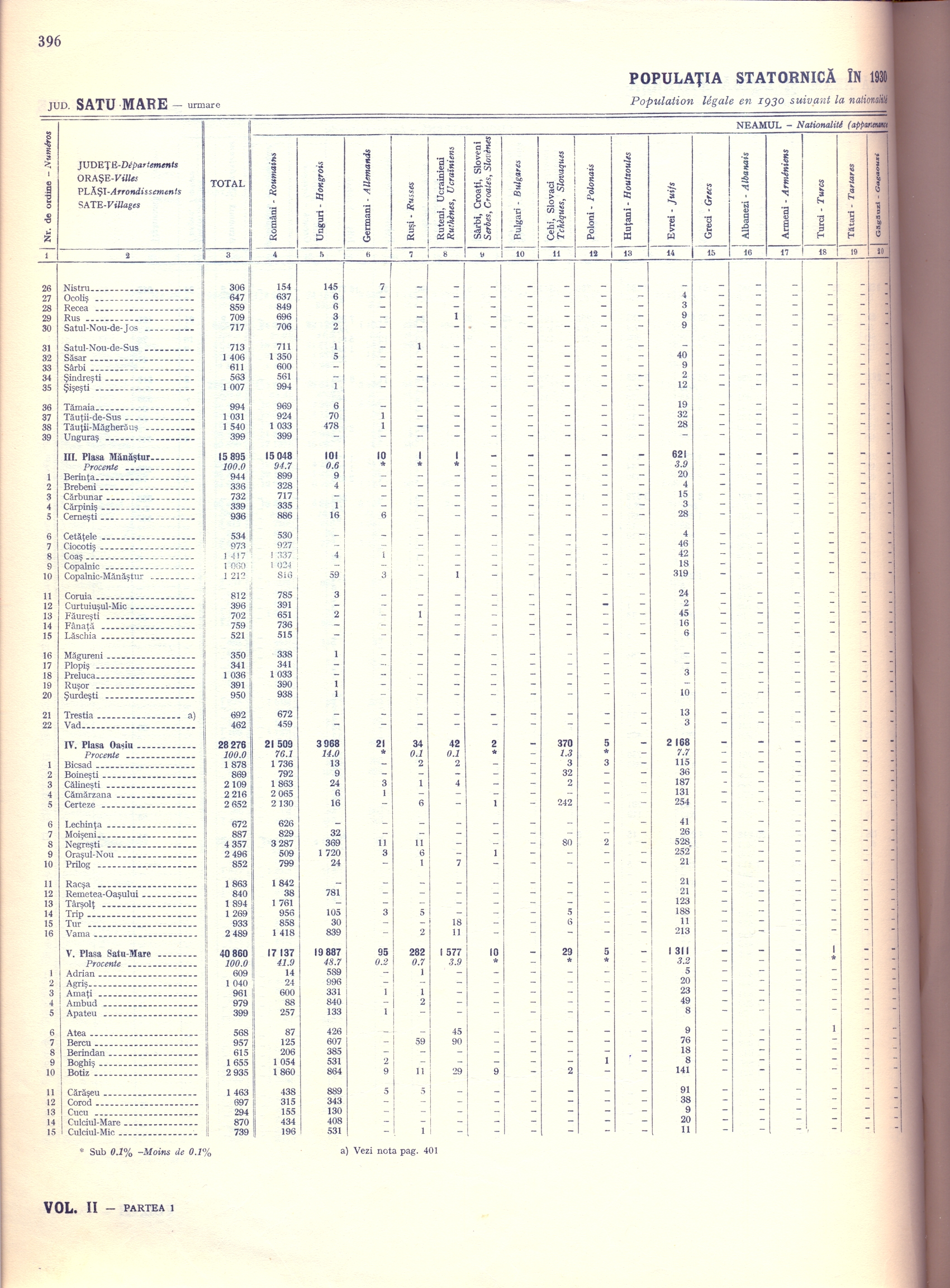
Populația județului în anul 1930, după etnie și limbă maternă
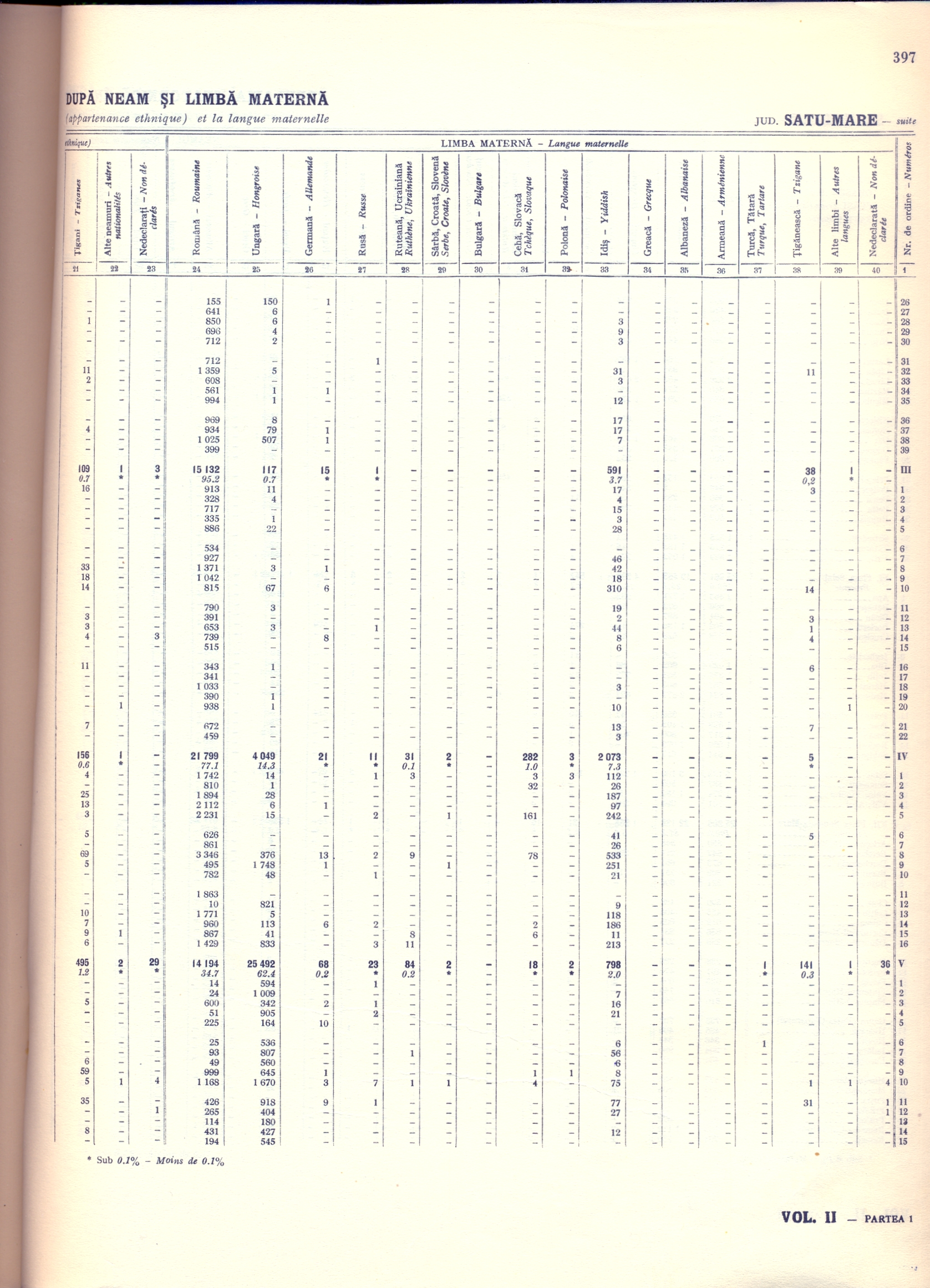
Populația județului în anul 1930, după etnie și limbă maternă
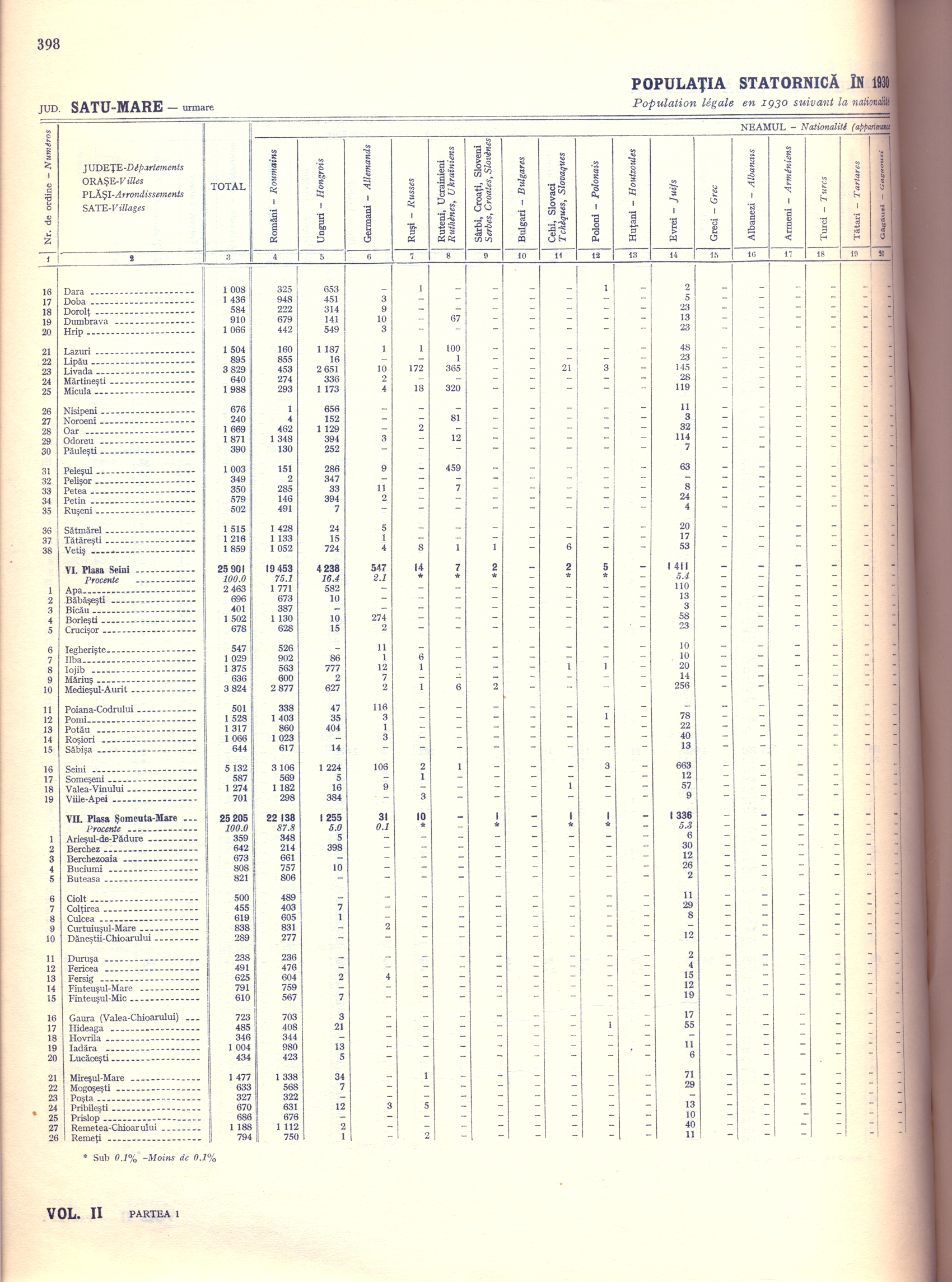
Populația județului în anul 1930, după etnie și limbă maternă
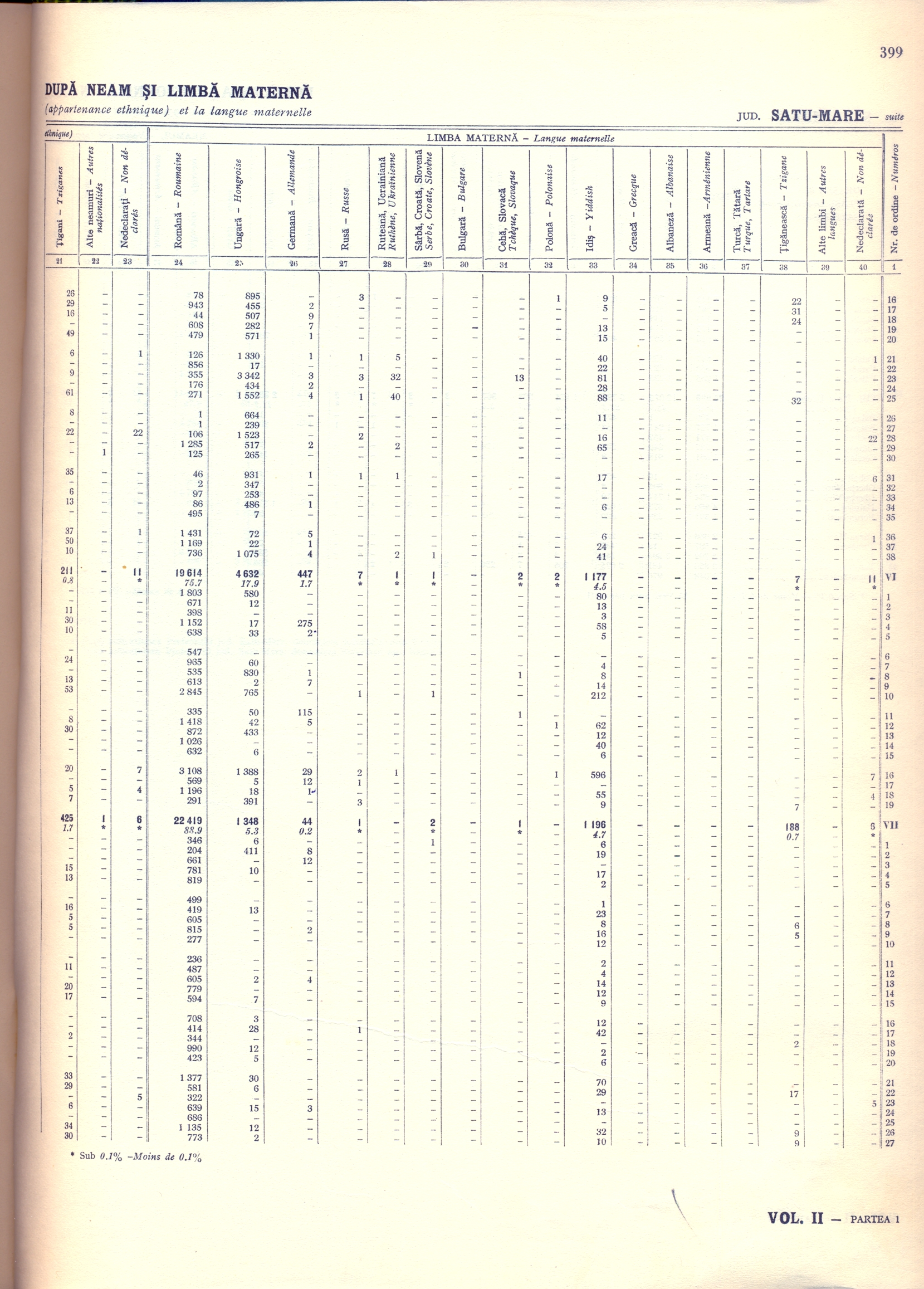
Populația județului în anul 1930, după etnie și limbă maternă
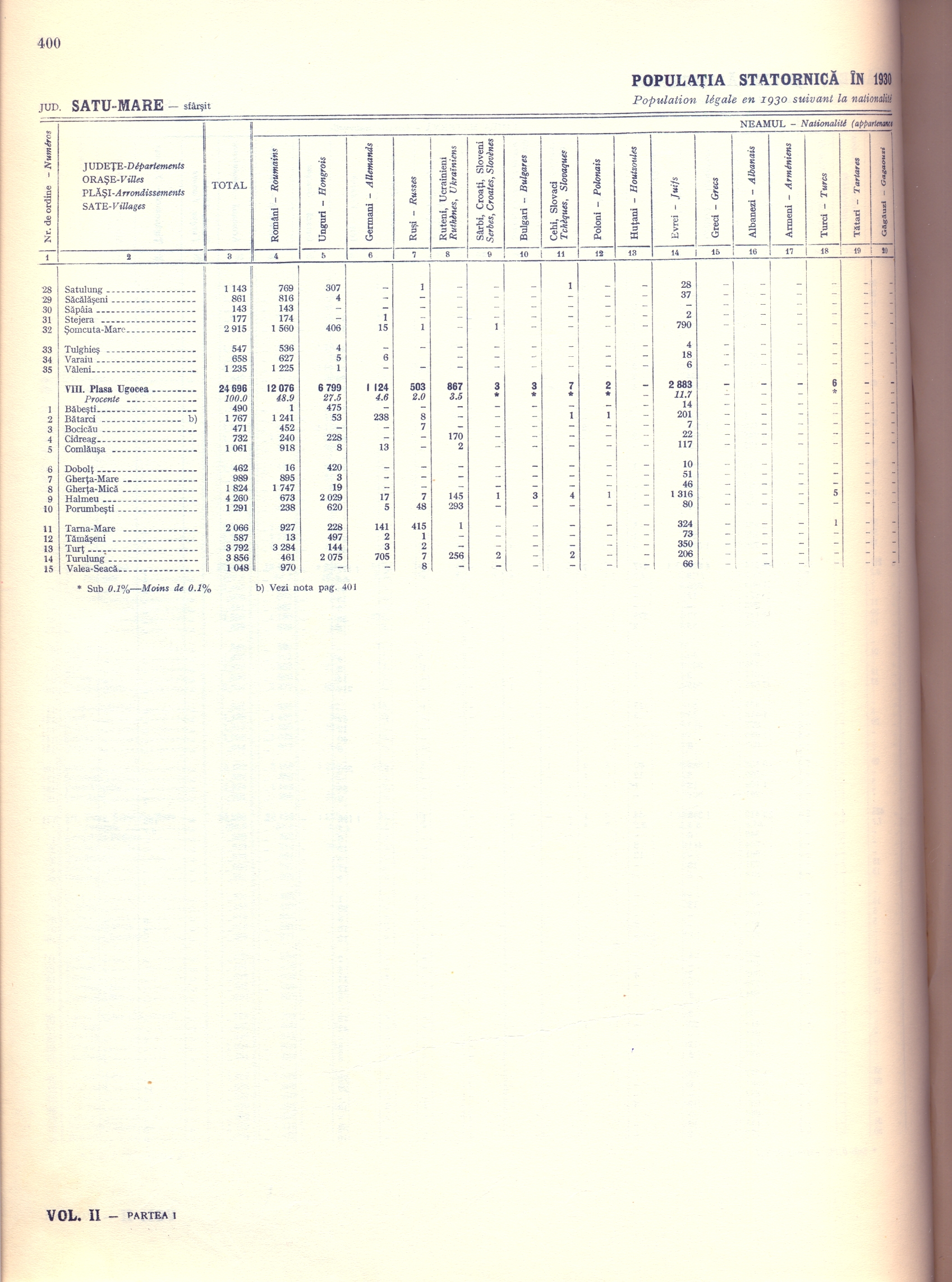
Populația județului în anul 1930, după etnie și limbă maternă
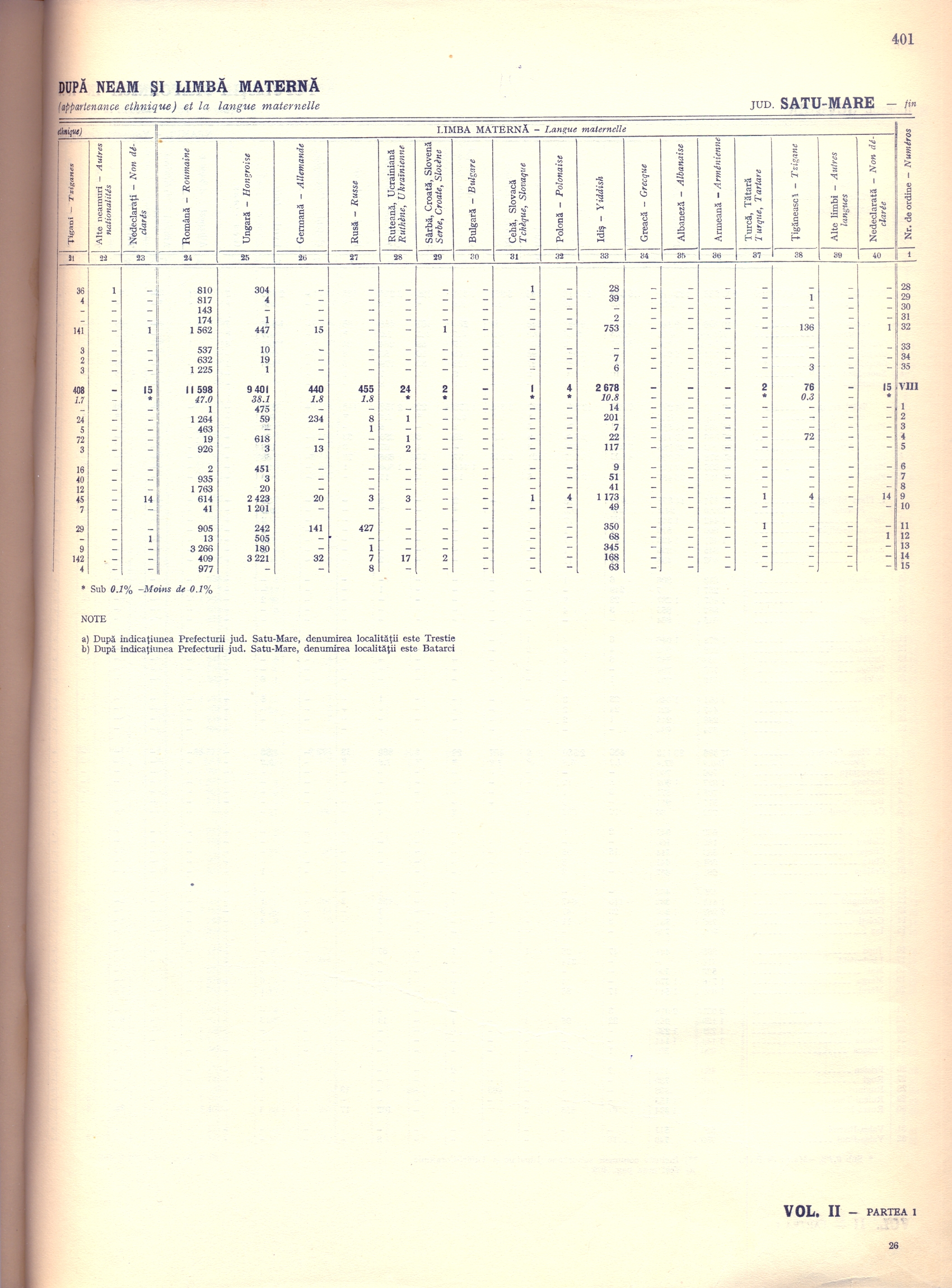
Populația județului în anul 1930, după etnie și limbă maternă
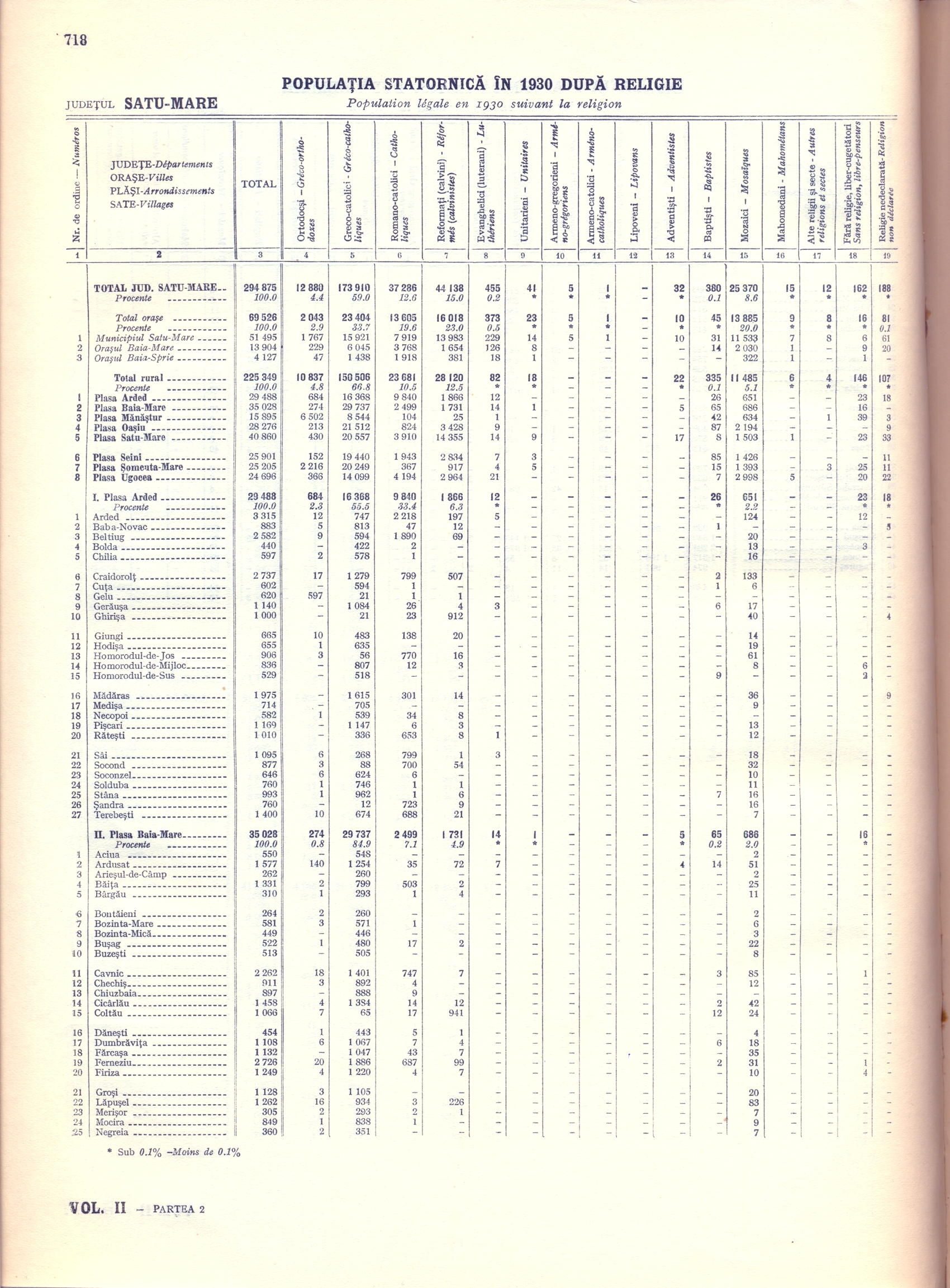
Populația județului în anul 1930, după religie
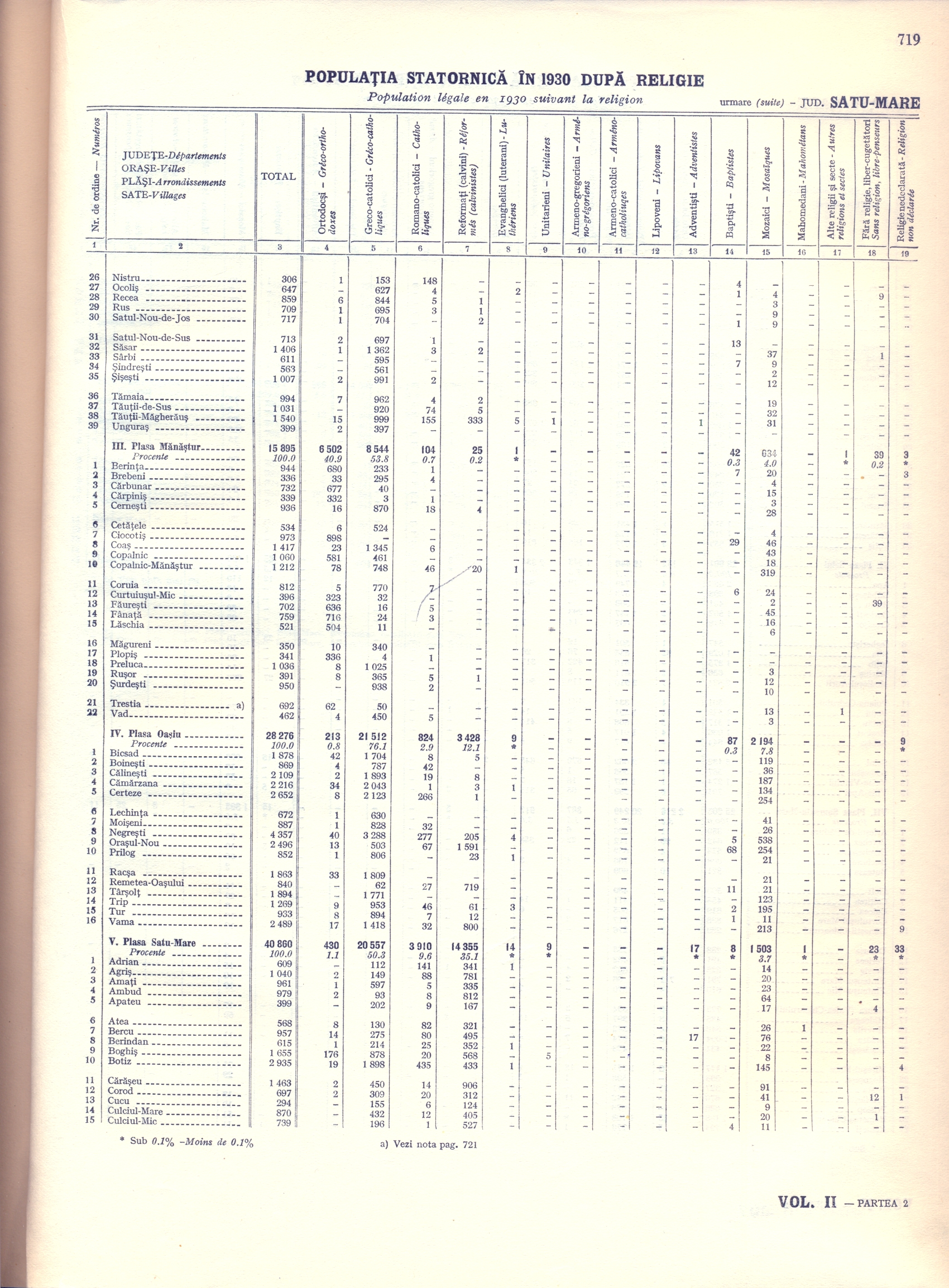
Populația județului în anul 1930, după religie
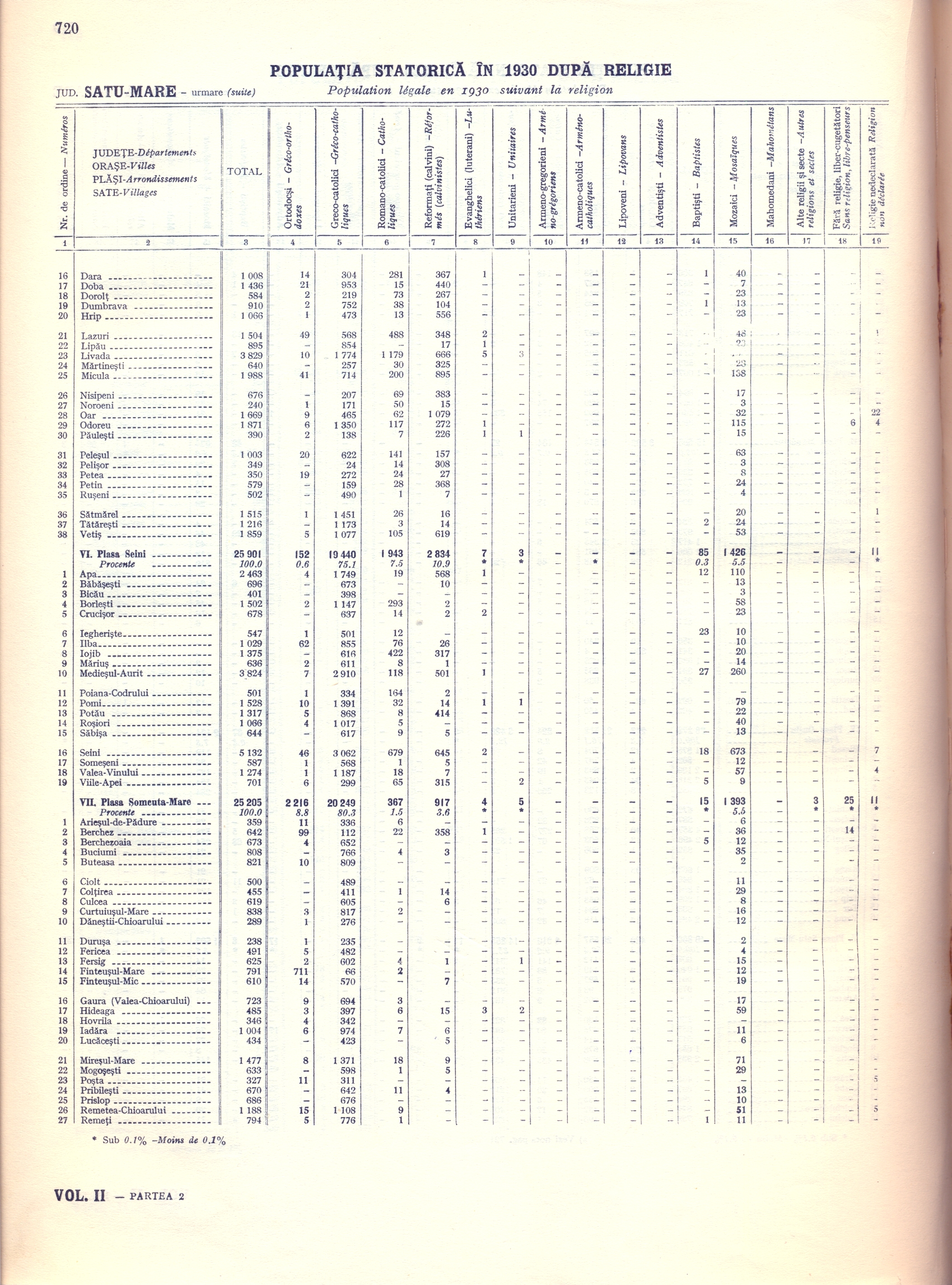
Populația județului în anul 1930, după religie
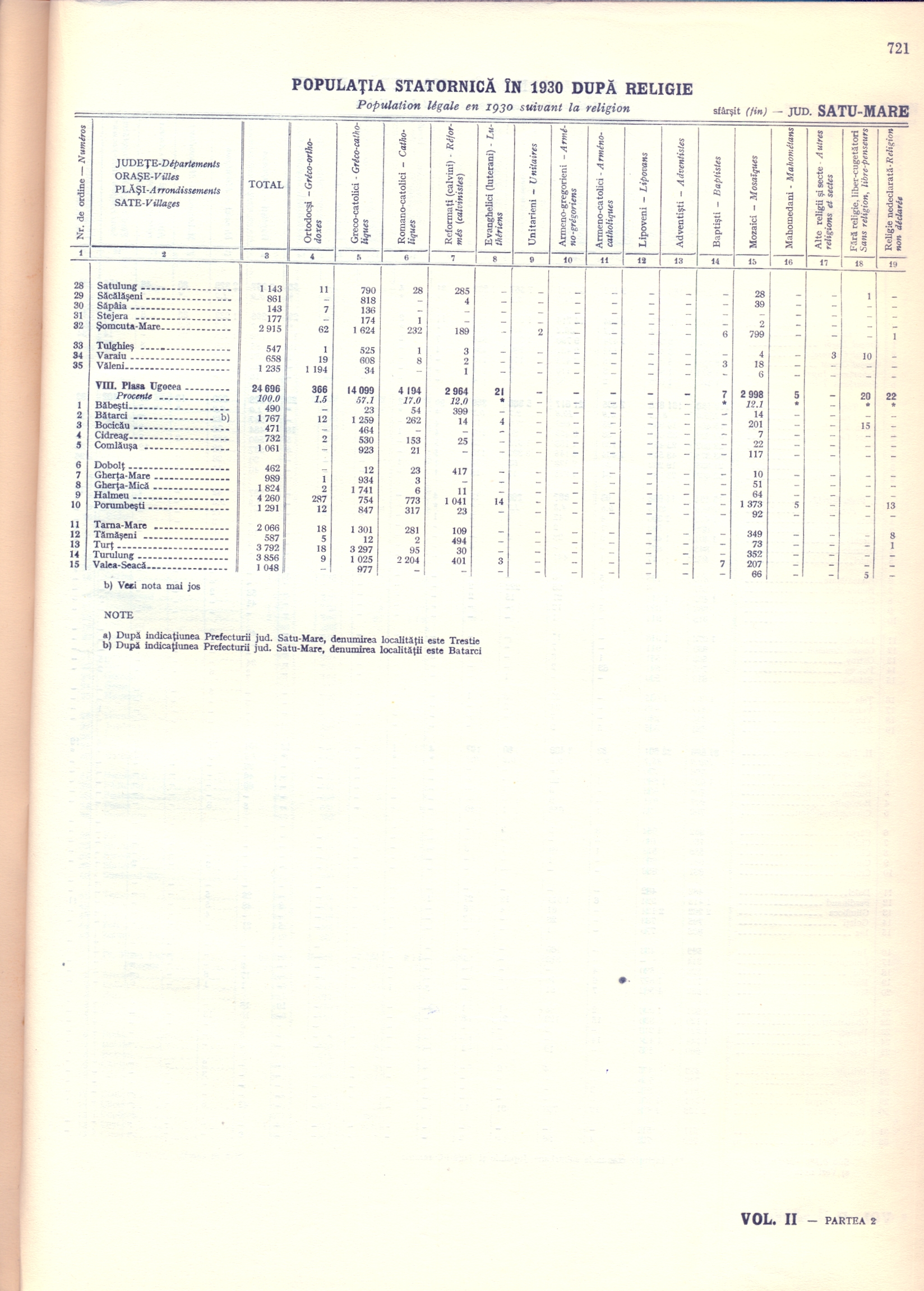
Populația județului în anul 1930, după religie